# Faulx-les-Tombes

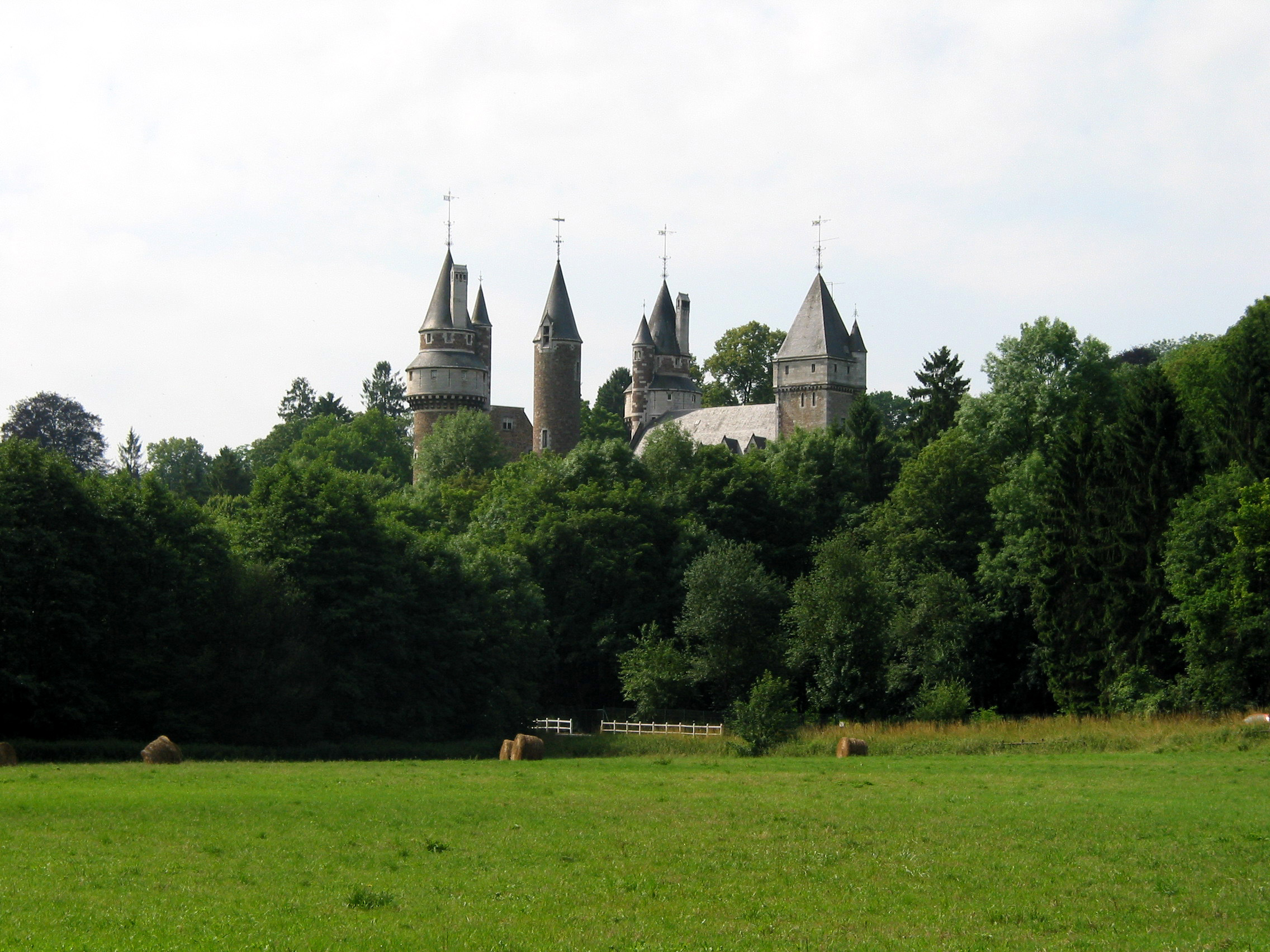
Kasteel

Faulx-les-Tombes is een dorp in de Belgische provincie Namen.  Het was een zelfstandige gemeente tot de gemeentefusies van 1 januari 1977 toen het een deelgemeente werd van Gesves.
De gemeente werd bij wet van 1 juli 1899 opgericht als afsplitsing van de gemeente Mozet.

## Demografische ontwikkeling
- Bronnen:NIS, Opm:1831 tot en met 1970=volkstellingen, 1976= inwoneraantal op 31 december